# Chrysler 300M
Der Chrysler 300M ist ein PKW der oberen Mittelklasse des Automobilherstellers Chrysler, der von Mitte 1998 bis Spätsommer 2004 hergestellt wurde. Damit wurde die bereits 1965 beendete Serie der „Letter Cars“ fortgesetzt.

## Geschichte
Ursprünglich war das Fahrzeug als Eagle Vision geplant, denn es gab bereits einige Werbeaufnahmen mit Eagle-Emblemen. Die formale Premiere des 300M fand auf der North American International Auto Show (NAIAS) 1998 statt. Nachdem der Chrysler-Konzern die Marke Eagle im Frühjahr 1998 vom Markt genommen hatte, jedoch eine kompaktere und sportlichere Alternative zu den großen Limousinen auf der LH-Plattform (Chrysler Concorde und LHS) im Programm behalten wollte, ging das Fahrzeug im Mai 1998 als Chrysler 300M in den Verkauf. Anders als die größeren LH-Modelle wurde der 300M auch in Europa angeboten.
Am 26. oder 27. August 2004 lief der letzte 300M in Brampton (Ontario) im Chrysler-Werk Bramalea Assembly vom Band. Sein Nachfolger ist der Chrysler 300.

### Modellpflege
Neben kleinen Änderungen an der Motorelektronik 1999 und 2001 wurde ab dem 2000er Modelljahr ein 4-fach-CD-Wechsler (6-fach- ab 2003) im unteren Fach der Mittelkonsole verbaut. Ab 2001 wurden Seitenairbags als Option angeboten. Im Frühjahr 2002 erhielt der 300M eine leichte Designänderung, was am markentypischeren Kühlergrill mit weiter oben angeordnetem Markenemblem jener Zeit zu erkennen war. Ab 2002 war es als 300M Special erhältlich.

### Medienrezeption
Aufgrund des modernen Designs und guter Verarbeitungsqualität erhielt der 300M großes Lob in der amerikanischen Fachpresse, das Magazin Motor Trend krönte ihn als „Car of the Year 1999“, Car and Driver setzte den Wagen 1999 und 2000 auf ihre „10Best Cars“-Liste.

## Antrieb
Sowohl in den Nordamerika als auch in Europa wurde der 300M mit einem 3,5-l-V6-Motor (Motorcode EEG) mit SOHC-Ventilsteuerung angeboten, der die Vorderräder antreibt und in Europa anfangs maximal 187 kW (254 PS), später 185 kW (252 PS) bzw. in Nordamerika 189 kW (257 PS) leistete sowie ein maximales Drehmoment von 339–346 Nm entwickelt. Zusätzlich war in Europa von 1998 bis 2004 auch eine Variante mit dem 2,7-l-V6-Motor (Motorcode EER) mit DOHC-Ventilsteuerung erhältlich, dieser leistete anfangs maximal 149 kW (203 PS), später 150 kW und hatte anfangs ein maximales Drehmoment von 255 Nm, später von 265 Nm. Er wurde auch in anderen Fahrzeugen des Chrysler-Konzerns wie etwa dem kleineren Chrysler Sebring verbaut. Als Getriebe wurde ein 4-Stufen-Automatikgetriebe A606/42LE mit Autostick-Funktion (ähnlich der Tiptronic) verbaut.

## Ausstattung
Die Ausstattung enthält Bordcomputer, Klimaautomatik, Aluräder, Tempomat, elektrische Fensterheber, Sitz-Memory, Sitzheizung (vorne) und Infinity-Stereoanlage mit neun Lautsprechern. Als Extras konnten in späteren Modelljahren ein Holzlenkrad, ein Schaltknauf mit Chromfläche und eine andere Sitznaht („Waterfall-Look“) geordert werden.

### 300M Special
In den USA wurde zudem ab 2002 eine Special Edition des 300M angeboten. Neben stärkeren Bremsen, speziellen Schwellern und 18-Zoll-Leichtmetallräder erhielt der Motor eine geringfügige Leistungssteigerung auf maximal 190 kW und 350 Nm maximales Drehmoment. Zudem verfügte der Special über ein strafferes Fahrwerk und eine zweiflutige Auspuffanlage für einen geänderten Klang. Im Innenraum wurden die Holzleisten durch Carbon-Optik getauscht und der in den USA-Modellen standardmäßige 120-mph-Tacho wurde durch eine 150-mph-Variante ersetzt. Daneben erhielt der Special andere Blinker, Markierungsleuchten und Xenon-Frontscheinwerfer.

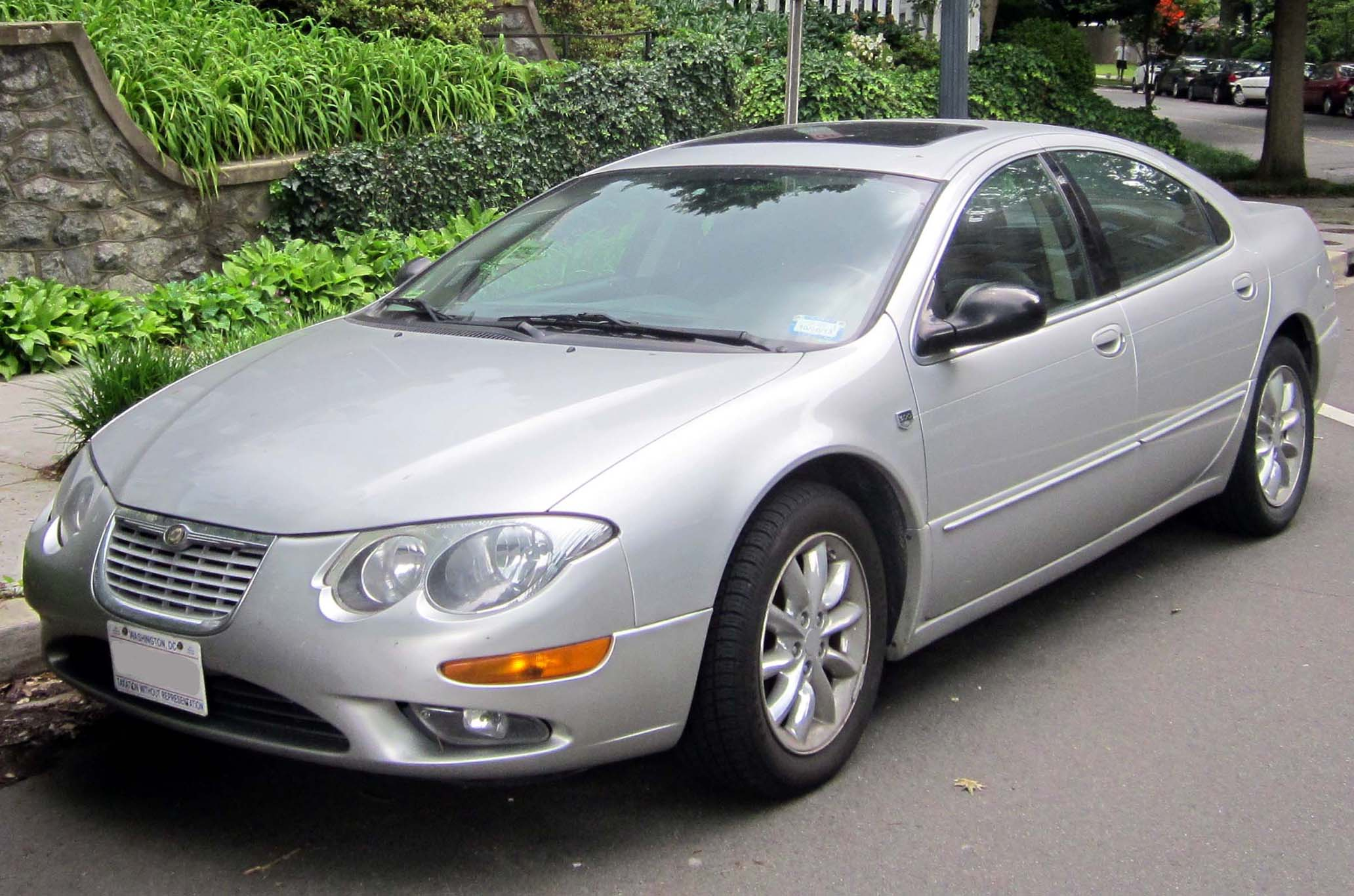
Chrysler 300M (Modelljahr 2002–2004)
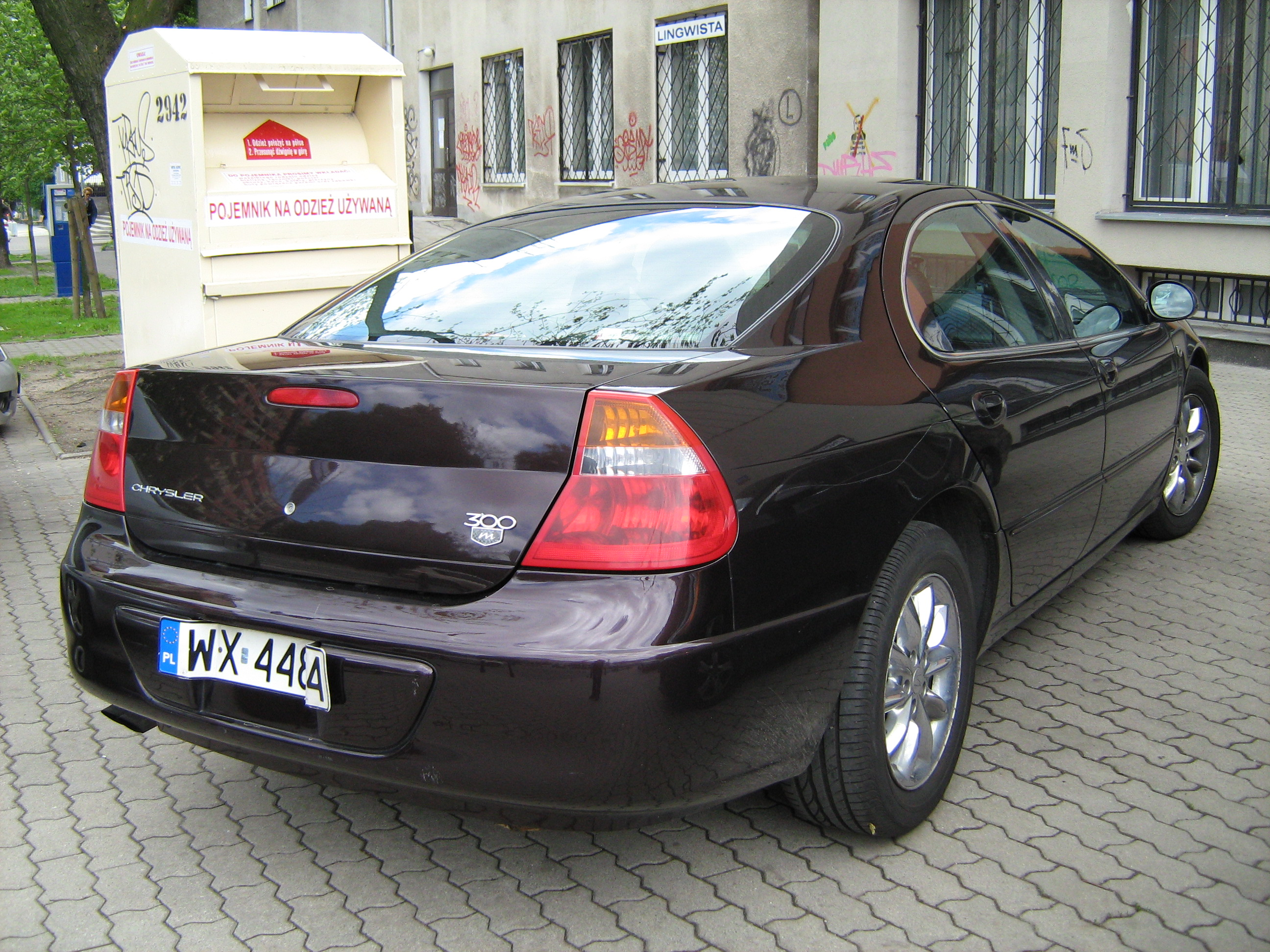
Heckansicht
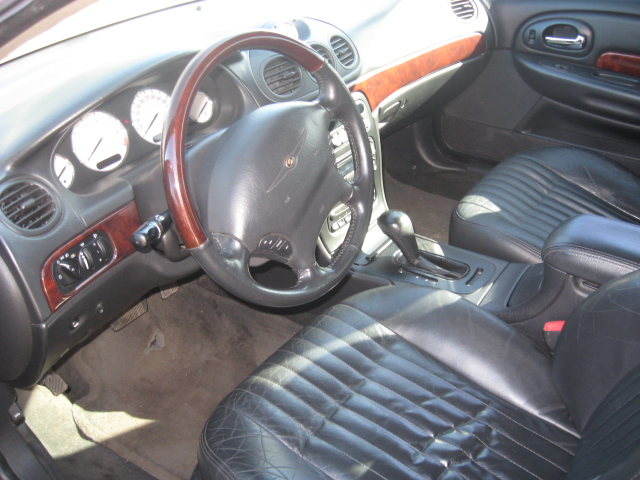
Innenraum mit Holzlenkrad und „Waterfall“-Sitzen

## Motoren
| Modell | Motorart  | Motorbauart | Hubraum cm³ | max. Leistung kW (PS) bei min−1 | max. Drehmoment Nm bei min−1 | Beschleunigung, 0–100 km/h | Höchstgeschwindigkeit vmax | Kraftstoffverbrauch, kombiniert | Getriebeart                | Tankinhalt | Abgasnorm | Bauzeit   |
| ------ | --------- | ----------- | ----------- | ------------------------------- | ---------------------------- | -------------------------- | -------------------------- | ------------------------------- | -------------------------- | ---------- | --------- | --------- |
| 2.7 V6 | Ottomotor | V6          | 2736        | 149 (203) / 5900                | 255 / 4900                   | 10,2 s                     | 210 km/h                   | 10,5 l/100 km                   | 4-Stufen-Automatikgetriebe | 64 l       | Euro 2    | 1998–1999 |
| 2.7 V6 | Ottomotor | V6          | 2736        | 150 (204) / 5900                | 257 / 5000                   | 10,2 s                     | 210 km/h                   | 10,7 l/100 km                   | 4-Stufen-Automatikgetriebe | 64 l       | Euro 3    | 1999–2004 |
| 3.5 V6 | Ottomotor | V6          | 3518        | 187 (254) / 6400                | 339 / 3850                   | 08,8 s                     | 230 km/h                   | 11,5 l/100 km                   | 4-Stufen-Automatikgetriebe | 64 l       | Euro 2    | 1998–2001 |
| 3.5 V6 | Ottomotor | V6          | 3518        | 185 (252) / 6400                | 340 / 4000                   | 08,8 s                     | 230 km/h                   | 11,4 l/100 km                   | 4-Stufen-Automatikgetriebe | 64 l       | Euro 3    | 2001–2004 |